# Musikåret 2000
Musikåret 2000 var året då CD nådde sin topp i försäljningar. Bara i USA såldes skivor för 13,2 miljarder dollar. Från och med 2001, ska skivförsäljningen minskas för varje år. Vid 2005 hade skivförsäljningen minskat till 11,4 miljarder dollar i USA. I Sverige hade den under samma tid minskat med 33,6 procent.

## Händelser
- 24 januari – Time Warner och EMI går samman och bildar en ny musikjätte som beräknas få en andel på 20% av världens skivmarknad.[2]

- 3–5 februari – Malmö är så kallad "Popstad" i dagarna tre.[3]
- 14 februari – Årets Grammisgala i Sverige äger rum och sänds i TV 4[4].

- 10 mars – Låten När vindarna viskar mitt namn framförd av Roger Pontare vinner Melodifestivalen.[5]
- 12 april – Hårdrocksbandet Metallica stämmer fildelningsprogrammet Napster.[6]

- 13 maj – Låten Fly on the Wings of Love framförd av Olsen Brothers vinner Eurovision Song Contest i Globen i Stockholm för Danmark.[7]
- 24 maj – Rapartisten 50 Cent blir skjuten 9 gånger i Queens, New York, men överlever efter operation.[8]
- 30 juni – Åtta personer trampas ihjäl under Roskildefestivalen när Pearl Jam uppträder, och en vecka senare avlider en nionde person.[9]

- 17 september – Melodin Kom hem av Barbados vinner tävlingen Dansbandslåten.[10] Evenemanget direktsänds i TV 4.[11]

- 3 oktober – Turnébussar åker mot Sveriges riksdag, då 2000 dansband demonstrerar mot den fulla momsen på dansbandens spelningar, som inte drabbar konserter.[12][13]

- 13 november – Kanadensiska musiktidningen RPM läggs ned.
- 16 november – MTV Europes årliga prisgala sänds från Globen i Stockholm med artister som Madonna, Spice Girls med flera.
- 17–18 november – Vid välgörenhetsgalan en välgörenhets gala uppträder sångerskorna Kikki Danielsson, Elisabeth Andreassen och Lotta Engberg.[14] Detta föder idén till att de tre under de kommande åren ska sjunga och turnera ihop som Kikki, Bettan & Lotta.[15]

- 8 december – Ryska duman beslutar att återinföra melodin till den gamla sovjetiska nationalsången som ny rysk nationalsång.[16]
- 31 december – Den svenska producentgruppen Cheiron splittras efter att ha gjort musik åt Dr. Alban, Ace of Base, Backstreet Boys, Britney Spears med flera.[17]

## Priser och utmärkelser
- Albin Hagströms Minnespris – Lars Holm
- Alice Tegnér-musikpriset – Gullan Bornemark
- Atterbergpriset – Lars Johan Werle
- Birgit Nilsson-stipendiet – Karl-Magnus Fredriksson och Gisela Stille
- Stora Christ Johnson-priset – Anders Nilsson[18]
- Mindre Christ Johnson-priset – Per Mårtensson
- Cornelis Vreeswijk-stipendiet – Jack Vreeswijk
- Fred Åkerström-stipendiet – Olle Adolphson[19]
- Gevalias musikpris – Harv
- Hugo Alfvénpriset – Ole Hjorth och Per Jakobsson[20]
- Jan Johansson-stipendiet – Jan Lundgren
- Jazz i Sverige – Johan Borgström
- Jazzkatten
- Jenny Lind-stipendiet – Elisabet Strid[21]
- Jussi Björlingstipendiet – Ulrik Qvale
- Litteris et Artibus – Hans Gefors
- Lars Gullin-priset – Jan Allan[22]
- Medaljen för tonkonstens främjande – Dorothy Irving, Erland von Koch, Povel Ramel och Jan Ling
- Musikexportpriset – Benny Andersson och Björn Ulvaeus
- Nordiska rådets musikpris – Lonh för sopran och elektronik av Kaija Saariaho, Finland
- Polarpriset – Bob Dylan och Isaac Stern[2]
- Rosenbergpriset – Hans Gefors
- Spelmannen – Helen Jahren[23]
- Svenska Dagbladets operapris – Jan-Erik Wikström
- Tigertassen – Christer Lindarw
- Ulla Billquist-stipendiet – Remedeeh[24]
- Årets körledare – Fred Sjöberg
- Årets barn- och ungdomskörledare – Anne Johansson

## Årets album
I listan är soloartister sorterade enligt efternamn, och musikgrupper efter bandnamnet utan engelska "The" och "A". 

### A–G
- AC/DC – Stiff Upper Lip[25]
- Ryan Adams – Heartbreaker[26]
- AFI – The Art of Drowning
- Alabama 3 – La Peste
- All Saints – Saints & Sinners[27]
- Animal Collective – Spirit They're Gone, Spirit They've Vanished
- Aqua – Aquarius[28]
- The Ark – We Are The Ark[29]
- At the Drive-In – Relationship of Command
- The Avalanches – Since I Left You[30]
- Bad Religion – The New America[31]
- Badly Drawn Boy – The Hour of Bewilderbeast[32]
- Erykah Badu – Mama's Gun[33]
- Bazar Blå – Tripfolk[34]
- The Bear Quartet – My War[35]
- The Black Eyed Peas - Bridging the Gap[36]
- Black Label Society – Stronger Than Death
- Bon Jovi – Crush[37]
- Borknagar – Quintessence
- Billy Bragg & Wilco – Mermaid Avenue Vol. II[38]
- Toni Braxton – The Heat[39]
- Caesars Palace – Cherry Kicks[40]
- Johnny Cash – American III: Solitary Man[41]
- CMW– Represent
- Coldplay – Parachutes[42]
- Common – Like Water for Chocolate[43]
- Alice Cooper – Brutal Planet[44]
- The Corrs – In Blue
- Covenant – United States of Mind[45]
- Cradle of Filth – Midian
- The Cure – Bloodflowers[46]
- D'Angelo – Voodoo[47]
- Craig David – Born to Do It[48]
- Dead Prez – Lets Get Free[49]
- Deicide – Insineratehymn
- Doktor Kosmos – Evas Story[50]
- Doves – Lost Souls[51]
- Dynamite Hack – Superfast
- Steve Earle – Transcendental Blues[52]
- Eels – Daisies of the Galaxy[53]
- Eminem – The Marshall Mathers LP[54]
- Enya – A Day Without Rain[55]
- Eskobar – 'til we're dead[56]
- Feven – Hela vägen ut[57]
- Flogging Molly – Swagger
- Flying Butchers – The Torture Never Stops
- Galadriel – Oblivion
- Gamma Ray – Blast from the Past
- Giant Sand – Chore of Enchantment[58]
- Bebel Gilberto – Tanto Tempo[59]
- Goldfrapp – Felt Mountain[60]
- Ghostface Killah – Supreme Clientele
- Green Day – Warning

### H–R
- Alf Hambe – Till Undrans land
- Hammerfall – Renegade[61]
- Emmylou Harris – Red Dirt Girl[62]
- The Haunted – The Haunted Made Me Do It[63]
- Helloween – The Dark Ride
- Håkan Hellström – Känn ingen sorg för mig Göteborg[64]
- Don Henley – Inside Job[65]
- The Hives – Veni Vidi Vicious[66]
- In Flames – Clayman
- The (International) Noise Conspiracy – Survival Sickness[67]
- Iron Maiden – Brave New World[68]
- Jill Johnson – Daughter of Eve
- Mark Knopfler – Sailing to Philadelphia[69]
- Mike Ladd – Welcome to The Afterfuture[70]
- Lambchop – Nixon[71]
- The Latin Kings – Mitt kvarter[72]
- Ute Lemper – Punishing Kiss[73]
- Liberator – Too Much of Everything[74]
- Limp Bizkit – Chocolate Starfish and the Hotdog Flavored Water[75]
- Linkin Park – Hybrid Theory[76]
- Loop Troop – Modern Day City Symphony[77]
- Lotta Engbergs – Vilken härlig dag
- Madonna – Music[78]
- Aimee Mann – Bachelor No.2
- MDFMK – MDFMK
- Mew – Half the World is Watching Me
- Millencolin – Pennybridge Pioneers[79]
- Modern Talking – Year of the Dragon[80]
- Modest Mouse – The Moon & Antarctica
- Morbid Angel – Gateways to Annihilation
- The New Pornographers – Mass Romantic
- Nightwish – Wishmaster
- Nile – Black Seeds of Vengeance
- Lisa Nilsson – Viva[81]
- No Doubt – Return of Saturn[82]
- 'Nsync – No Strings Attached[83]
- Oasis – Standing on the Shoulder of Giants[84]
- The Offspring – Conspiracy of One
- Outkast – Stankonia[85]
- Peaches – The Teaches of Peaches
- PJ Harvey – Stories from the City, Stories from the Sky[86]
- Placebo – Black market music[87]
- The Presidents of the United States of America – Freaked Out & Small[88]
- Primal Scream – XTRMNTR[89]
- Queens of the Stone Age – Rated R
- Radiohead – Kid A[90]
- Rancid – Rancid
- The Real Group – Commonly Unique
- Red Snapper – Our Aim Is To Satisfy[91]
- Lou Reed – Ecstacy[92]
- Richi M – Songs of Tomorrow
- Thomas Rusiak – Magic Villa[93]
- Emilia Rydberg – Emilia

### S–Ö
- Paul Simon – You're the One
- Slash's Snakepit – Ain't Life Grand
- The Smashing Pumpkins – Machina/The Machines of God[94]
- Elliot Smith – Figure 8[95]
- Patti Smith – Gung Ho[96]
- Britney Spears – Oops!... I Did It Again[97]
- Spice Girls – Forever[98]
- Sum 41 – Half Hour of Power
- Teddybears Sthlm – Rock'n'Roll Highschool[99]
- Three 6 Mafia – When the Smoke Clears
- 3 Doors Down – The Better Life
- Toploader – Onka's Big Moka
- Triantafillos – Min Argeis
- Magnus Uggla – Där jag är e're alltid bäst[100]
- U2 – All That You Can't Leave Behind[101]
- The Vectors – Rape the Pope
- Anna Vissi – Everything I Am
- Anna Vissi – Kravgi
- Freddie Wadling – Skillingtryck och mordballader[102]
- Paul Weller – Heliocentric[103]
- The White Stripes – De Stijl
- Robbie Williams – Sing When You're Winning[104]
- Neil Young – Silver & Gold[105]
- Monica Zetterlund – Bill Remembered[106]

## Årets singlar och hitlåtar
I listan är soloartister sorterade enligt efternamn, och musikgrupper efter bandnamnet utan engelska "The" och "A". 
- AC/DC – Stiff Upper Lip
- Christina Aguilera – Come On Over Baby (All I Want is You)
- All Saints – Pure Shores
- All Saints – Black Coffee
- Aqua – Cartoon Heroes
- The Ark – Echo Chamber
- The Ark – It Takes a Fool to Remain Sane
- The Ark – Let Your Body Decide
- Backstreet Boys – Show Me the Meaning of Being Lonely
- Backstreet Boys – Shape of My Heart
- Bon Jovi- It's my life
- Baha Men – Who Let the Dogs Out?
- Caesars Palace – Fun & Games
- Coldplay – Trouble
- Coldplay – Yellow
- The Corrs – Breathless
- The Corrs – Irresistible
- Craig David – Seven Days
- Dead Prez – Hip-Hop
- Doktor Kosmos – Borgarsvin
- Doktor Kosmos – Le Punkrocker
- E-Type – Campione 2000
- Eels – Flyswatter
- Eels – Mr. E's Beautiful Blues
- Eminem & Dido – Stan
- Eminem – The Real Slim Shady
- Eminem – The Way I Am
- Enya – Only Time
- Feven – Bränn bh'n
- Feven – Dom tio budorden
- Goldfrapp – Lovely Head
- Goldfrapp – Utopia
- Hammerfall – Renegade
- Håkan Hellström – Känn ingen sorg för mig Göteborg
- Håkan Hellström – Nu kan du få mig så lätt
- Håkan Hellström – Ramlar
- The Hives – Die, All Right!
- The Hives – Hate to Say I Told You So
- The Hives – Main Offender
- The (International) Noise Conspiracy – Smash It Up
- Iron Maiden – The Wicker Man
- Peter Jöback – Higher
- Kent – En himmelsk drog
- Kent – Chans
- Limp Bizkit – Take a Look Around
- Linkin Park – In The End
- Lotta Engbergs – En liten stund på Jorden
- Madonna – American Pie
- Madonna – Don't Tell Me
- Madonna – Music
- Ricky Martin – She Bangs
- Melanie C & 'Left Eye' Lopes – Never Be the Same Again
- Melanie C – I Turn to You
- 'Nsync – Bye Bye Bye
- 'Nsync – It's Gonna Be Me
- Oasis – Go Let It Out
- Ol' Dirty Bastard – Got Your Money
- Olsen Brothers – Fly on the Wings of Love
- Outkast – B.O.B. - Bombs Over Bagdad
- Outkast – So Fresh, So Clean
- Peaches – Lover tits
- Pet Shop Boys – You Only Tell Me You Love Me When You're Drunk
- Petter & Eye N' I – Så klart!
- Placebo – Special K
- Queens of the Stone Age – The Lost Art of Keeping Secrets
- R. Kelly – The Storm Is Over Now
- Radiohead – Everything In it's Right Place
- Red Hot Chili Peppers – Californication
- Richi M – Popcorn
- Robyn – My Only Reason
- Thomas Rusiak – Whole Lot of Things
- Thomas Rusiak feat. Teddybears STHLM - Hiphopper
- Sahara Hotnights – Drive Dead Slow
- Shania Twain – Man! I Feel Like a Woman!
- Sisqo – Thong Song
- Elliot Smith – Somebody That I Used To Know
- Britney Spears – Born to Make You Happy
- Britney Spears – Oops!... I Did It Again
- Britney Spears – Lucky
- Donna Summer – The Power Of One
- Spiller & Sophie Ellis-Bextor – Groovejet (If This Ain't Love)
- Sugababes – Overload
- Teddybears STHLM – Automatic Lover
- Teddybears STHLM feat. Paola – Yours To Keep
- Teddybears STHLM feat. Thomas Rusiak – Rock'n'Roll Highschool
- Toploader – Dancing In The Moonlight
- U2 – Beautiful Day
- U2 – Elevation
- U2 – Stuck In A Moment You Can't Get Out Of
- Westlife – My Love
- The White Stripes – Hello Operator
- Whitney Houston & George Michael – If I Told You That
- Robbie Williams – Rock DJ
- Robbie Williams & Kylie Minogue – Kids

## Sverigetopplistan2000
| Datum                  | Låttitel                 | Artist/grupp                          | Bakgrund       |
| ---------------------- | ------------------------ | ------------------------------------- | -------------- |
| 13 januari 2000 (10v)  | Freestyler               | Bomfunk MC's                          | Finland        |
| 23 mars 2000 (1v)      | American Pie             | Madonna                               | USA            |
| 30 mars 2000 (3v)      | Never Be The Same Again  | Melanie C feat. Lisa "Left Eye" Lopes | Storbritannien |
| 20 april 2000 (2v)     | Maria Maria              | Santana feat. The Product G&B         | USA Mexiko     |
| 4 maj 2000 (2v)        | Oops!... I Did It Again  | Britney Spears                        | USA            |
| 18 maj 2000 (2v)       | Mera mål                 | Markoolio feat. Arne Hegerfors        | Sverige        |
| 1 juni 2000 (1v)       | Fly on the Wings of Love | Olsen Brothers                        | Danmark        |
| 8 juni 2000 (7v)       | Mera mål                 | Markoolio feat. Arne Hegerfors        | Sverige        |
| 27 juli 2000 (3v)      | Hiphopper                | Thomas Rusiak feat. Teddybears STHLM  | Sverige        |
| 17 augusti 2000 (3v)   | I Turn To You            | Melanie C                             | Storbritannien |
| 7 september 2000 (1v)  | Lucky                    | Britney Spears                        | USA            |
| 14 september 2000 (1v) | Nitar och läder          | Magnus Uggla                          | Sverige        |
| 21 september 2000 (1v) | Lucky                    | Britney Spears                        | USA            |
| 28 september 2000 (3v) | Nitar och läder          | Magnus Uggla                          | Sverige        |
| 19 oktober 2000 (2v)   | De tio budorden          | Feven                                 | Sverige        |
| 2 november 2000 (1v)   | Shape of My Heart        | Backstreet Boys                       | USA            |
| 9 november 2000 (1v)   | My Love                  | Westlife                              | Irland         |
| 16 november 2000 (1v)  | She Bangs                | Ricky Martin                          | USA            |
| 23 november 2000 (1v)  | My Love                  | Westlife                              | Irland         |
| 30 november 2000 (5v)  | 911                      | Wyclef Jean feat. Mary J Blige        | USA            |

## Jazz
- Gunnar Bergsten & Peter Nordahl – Gunnar Bergsten & Peter Nordahl play Lars Gullin
- Terence Blanchard – Wandering Moon
- Chick Corea – Solo Piano: Originals
- Chick Corea – Solo Piano: Standards
- Bill Dixon – Papyrus Volume I
- Bill Dixon – Papyrus Volume II
- Marty Ehrlich's Traveler's Tales – Malinke's Dance
- Claes Janson – Nat King Cole Forever
- Keith Jarrett – Whisper Not
- Olga Konkova – Northern Crossings
- Magnus Lindgren – Getxo Jazz
- Jan Lundgren – For Listeners Only
- Carin Lundin – Babble[107]
- Hugh Masekela – Sixty
- Misha Mengelberg – Solo
- Pat Metheny – Trio → Live
- Anders Widmark – Carmen[108]
- Magni Wentzel – Porgy and Bess
- World Saxophone Quartet – Requiem for Julius

## Klassisk musik
- Thomas Adès – Piano Quintet, op. 20
- John Adams – El Niño
- John Luther Adams – The Light That Fills the World
- Julian Anderson – Alhambra Suite
- Milton Babbitt - Little Goes a Long Way

## Födda
- 29 mars – Jireel, svensk-angolansk rappare.
- 20 april – Klara Hammarström, svensk sångerska.
- 28 april – Victoria De Angelis, italiensk basist i Måneskin.
- 9 april – Jackie Evancho, amerikansk sångare.
- 26 juni – Ellen Krauss, svensk sångerska och låtskrivare.
- 5 augusti – Maya Bond, japanfödd amerikansk singer-songwriter och trummis.
- 23 oktober – Hanna Ferm, svensk artist.
- 31 oktober – Willow Smith, amerikansk sångare, aktivist och skådespelare. Dotter till Will Smith och Jada Pinkett Smith.
- 24 december – Ethan Bortnick, amerikansk pianist, sångare, kompositör och låtskrivare.

## Avlidna

### Januari
- 2 januari – Nat Adderley, 68, amerikansk jazztrumpetare.
- 19 januari – Irra Petina, 91, amerikansk skådespelare och ledande altstämma på Metropolitan Opera.

### Februari
- 7 februari – Big Pun, 28, amerikansk rappare.
- 12 februari – Screamin' Jay Hawkins, 70, amerikansk sångare.[109]
- 23 februari – Ofra Haza, 42, israelisk sångare.[110]
- 28 februari – Pelle Ström, 86, svensk sångare.
- 29 februari – Dennis Dannell, 38, gitarrist i Social Distortion.

### Mars
- 5 mars – Alexander Young, 79, brittisk operasångare.
- 27 mars – Ian Dury, 57, brittisk låtskrivare och sångare.[111]

### April
- 5 april – Sune Holmqvist, 85, svensk skådespelare, musiker och sångare.
- 25 april – Niels Viggo Bentzon, 80, dansk kompositör.[112]
- 27 april – Vicki Sue Robinson, 45, amerikansk sångerska.

### Maj
- 13 maj – Cesare Valletti, 77, italiensk operasångare.
- 20 maj – Jean-Pierre Rampal, 78, fransk flöjtist.[113]

### Juni
- 1 juni – Tito Puente, 77, amerikansk jazz och salsa musiker.[114]
- 14 juni – Paul Griffin, 62, amerikansk pianist.
- 21 juni – Alan Hovhaness, 89, amerikansk kompositör.[115]

### Juli
- 1 juli – Torbjörn Iwan Lundquist, 79, svensk tonsättare och dirigent.
- 6 juli – Władysław Szpilman, 88, polsk kompositör, pianist och överlevare av förintelsen.
- 28 juli – Jerome Smith, 47, amerikansk gitarrist i KC & the Sunshine Band.[116]

### Augusti
- 10 augusti – Artur Erikson, 82, svensk kristen sångare.[117]
- 13 augusti – Nazia Hassan, 34, pakistansk sångerska och låtskrivare.

### September
- 4 september – Erika Janson, 38, svensk musiker och kapellmästare.[118]
- 21 september – Bengt Hambraeus, 72, svensk tonsättare, musikforskare, radioproducent och organist.[119]
- 25 september – Tommy Reilly, 81, kanadensisk munspelare.
- 26 september – Carl Sigman, 91, amerikansk låtskrivare.

### Oktober
- 3 oktober – Benjamin Orr, 53, amerikansk basist och sångare i The Cars.
- 17 oktober – Joachim Nielsen, 36, norsk sångare i Jokke & Valentinerne.
- 18 oktober – Julie London, 74, amerikansk skådespelerska och sångerska.[120]
- 30 oktober – Steve Allen, 78, amerikansk programledare, komiker och kompositör.[121]
- 31 oktober – Björn Alke, 62, svensk kompositör.[122]

### November
- 8 november – Per-Olof Johnson, 72, svensk gitarrist och gitarrpedagog.[123]
- 16 november – DJ Screw, 29, amerikansk rappare och DJ.

### December
- 17 december – Harold Rhodes, 89, amerikansk uppfinnare av Rhodespianot.
- 18 december – Kirsty MacColl, 41, brittisk sångerska och låtskrivare.[124]
- 23 december – Victor Borge, 91, dansk-amerikansk pianist och underhållare.[125]

## Bildade musikgrupper och artistsamarbeten
- Den norska jazzorkestern Norske Store Orkester for jazz bildas av Østnorsk jazzsenter.

### Fotnoter
1. ↑  ”Konsumenten är kung”. Svenska Dagbladet. 23 april 2005. https://www.svd.se/a/4af73649-d667-3b00-9c90-9e67fa5a1131/konsumenten-ar-kung. Läst 2 mars 2024.
2. 1 2   När Var Hur 2001. Forum
3. ↑  ”Svensk mediedatabas”. http://smdb.kb.se/catalog/search?q=Popstad+typ%3Aradio&sort=OLDEST. Läst 3 juli 2011.
4. ↑  Information i Svensk mediedatabas.
5. ↑  ”Poplight – Melodifestivalen”. Arkiverad från originalet den 24 maj 2012. https://archive.is/20120524220734/http://poplight.zitiz.se/melodifestivalen/2000. Läst 24 maj 2012.
6. ↑  ”MP3-Musik. Metallica stämmer Napster”. Dagens Nyheter. 26 april 2000. https://www.dn.se/arkiv/edn/mp3-musik-metallica-stammer-napster/. Läst 2 mars 2024.
7. ↑  ”Poplight – Eurovision Song Contest”. Arkiverad från originalet den 24 maj 2012. https://archive.is/20120524220735/http://poplight.zitiz.se/eurovision-song-contest/2000. Läst 24 maj 2012.
8. ↑  ”50 cent lever fortfarande”. Svenska Dagbladet. 11 april 2003. https://www.svd.se/a/6445d20d-2800-3ca1-91fb-5fe654087172/50-cent-lever-fortfarande. Läst 2 mars 2024.
9. ↑   Horisont 2000. Bertmarks. Läst 30 juni 2025
10. ↑  Aftonbladet 18 september 2000 – Ni är bäst, Barbados
11. ↑  Information i Svensk mediedatabas.
12. ↑  Livets band, Leif Eriksson och Martin Bogren, Prisma 2008, sidan 82 – Momseländet
13. ↑  Elisabeth Lindham/Claes Salomonsson (3 oktober 2000). ”Dansbands-protest i dag vid riksdagen”. Aftonbladet. http://wwwc.aftonbladet.se/noje/0010/03/protest.html. Läst 10 januari 2016.
14. ↑  Information i Svensk mediedatabas.
15. ↑  Elisabeth Andreassen fansite – Kikki, Bettan & Lotta Arkiverad 14 mars 2016 hämtat från the Wayback Machine.
16. ↑   När Var Hur 2002. Forum
17. ↑  ”De har gjort Westlife till världssuccé”. Aftonbladet. 15 november 2000. https://www.aftonbladet.se/nojesbladet/a/yv7p4x/de-har-gjort-westlife-till-varldssucce. Läst 2 mars 2024.
18. ↑  ”Personnytt: Prisbelönade orkesterverk”. Dagens Nyheter. 10 december 2000. https://www.dn.se/arkiv/familj/personnytt-prisbelonade-orkesterverk/. Läst 1 mars 2024.
19. ↑  ”Åkerströmpris till Olle Adolphson”. Dagens Nyheter. 16 juli 2000. https://www.dn.se/arkiv/kultur/akerstrompris-till-olle-adolphson/. Läst 1 mars 2024.
20. ↑  ”Personnytt: Pris”. Dagens Nyheter. 11 juli 2000. https://www.dn.se/arkiv/familj/personnytt-pris-2000-07-11/?site=desktop. Läst 1 mars 2024.
21. ↑  ”DN Gratulerar: I spåren av en näktergal”. Dagens Nyheter. 9 november 2000. https://www.dn.se/arkiv/familj/dn-gratulerar-i-sparen-av-en-naktergal/. Läst 1 mars 2024.
22. ↑  ”Personnytt: Pris”. Dagens Nyheter. 27 februari 2000. https://www.dn.se/arkiv/familj/personnytt-pris-2000-02-27/. Läst 1 mars 2024.
23. ↑  ”Personnytt: Oboist får spelmanspris”. Dagens Nyheter. 16 januari 2000. https://www.dn.se/arkiv/familj/personnytt-oboist-far-spelmanspris/. Läst 2 mars 2024.
24. ↑  ”Remedeeh är årets Ulla Billquist-stipendiat”. Dagens skiva. 10 maj 2000. http://dagensskiva.com/2000/05/10/remedeeh-ar-arets-ulla-billquist-stipendiat/. Läst 2 mars 2024.
25. ↑  ”AC/DC - Stiff Upper Lip”. Svenska Dagbladet. 25 februari 2000. https://www.svd.se/a/de8745d7-cc7a-3a11-a7af-fdf99f375e41/ac-dc-stiff-upper-lip. Läst 25 februari 2024.
26. ↑  ”Ryan Adams - Heartbreaker”. Svenska Dagbladet. 22 september 2000. https://www.svd.se/a/7258d0fd-d021-3be3-94c1-f1fffcfbf995/ryan-adams-heartbreaker. Läst 25 februari 2024.
27. ↑  ”All Saints - Saints & Sinners”. Svenska Dagbladet. 13 oktober 2000. https://www.svd.se/a/7f1fbef6-bac0-32e5-9caf-6eadc3f7bc66/all-saints-saints-sinners. Läst 25 februari 2024.
28. ↑  ”Aqua - Aquarius”. Svenska Dagbladet. 25 februari 2000. https://www.svd.se/a/ab883cf1-7ac8-3d3b-8597-9c6e8fcefabe/aqua-aquarius. Läst 25 februari 2024.
29. ↑  ”The Ark - We Are The Ark”. Svenska Dagbladet. 22 september 2000. https://www.svd.se/a/f9848d82-d913-3abb-aa28-ff7bf3b20a50/the-ark-we-are-the-ark. Läst 25 februari 2024.
30. ↑  Dimery, Robert (2008). 1001 Album du måste höra innan du dör. sid. 882. Läst 1 mars 2024
31. ↑  ”Bad Religion - The New America”. Svenska Dagbladet. 19 maj 2000. https://www.svd.se/a/1b71a607-0d5c-3fca-b453-8f93bb9aef37/bad-religion-the-new-america. Läst 26 februari 2024.
32. ↑  ”Helt Rätt. Faktiskt”. Dagens Skiva. 6 augusti 2000. http://dagensskiva.com/2000/08/06/badly-drawn-boy-the-hour-of-the-bewilderbeast/. Läst 26 februari 2024.
33. ↑  ”Erykah Badu - Mama's Gun”. Svenska Dagbladet. 6 november 2000. https://www.svd.se/a/3bbfa0f3-523c-30c5-83f8-973a4a559da6/erykah-badu-mamas-gun. Läst 26 februari 2024.
34. ↑  ”Bazar Blå - Tripfolk”. Svenska Dagbladet. 19 januari 2000. https://www.svd.se/a/d82aff42-14f5-39a4-8460-817278088db8/bazar-bla-tripfolk. Läst 26 februari 2024.
35. ↑  ”My War”. Nöjesguiden. 24 maj 2000. https://ng.se/recensioner/musik/my-war. Läst 26 februari 2024.
36. ↑  ”Bridging Gap”. Nöjesguiden. 21 juni 2000. https://ng.se/recensioner/musik/bridging-gap. Läst 26 februari 2024.
37. ↑  ”Bon Jovi - Crush”. Svenska Dagbladet. 2 juni 2000. https://www.svd.se/a/77e3c890-bab3-37f5-a537-756475142c47/bon-jovi-crush. Läst 26 februari 2024.
38. ↑  ”Billy Bragg & Wilco - Mermaid Avenue vol. II”. Svenska Dagbladet. 26 maj 2000. https://www.svd.se/a/811fc087-f3b9-36db-ae90-06f18b1317b7/billy-bragg-wilco-mermaid-avenue-vol-ii. Läst 26 februari 2024.
39. ↑  ”Toni Braxton - The Heat”. Svenska Dagbladet. 28 april 2000. https://www.svd.se/a/d27be670-766c-3ae5-b426-08aa5152a600/toni-braxton-the-heat. Läst 26 februari 2024.
40. ↑  ”Caesars Palace - Cherry Kicks”. Svenska Dagbladet. 10 mars 2000. https://www.svd.se/a/6da97d8a-f88f-3aae-aa6a-6b38fd5306f5/caesars-palace-cherry-kicks. Läst 26 februari 2024.
41. ↑  ”Johnny Cash - American III: Solitary Man”. Svenska Dagbladet. 27 oktober 2000. https://www.svd.se/a/b7a95557-f5d1-3c17-ab17-86a57aaeb9d3/johnny-cash-american-iii-solitary-man. Läst 1 mars 2024.
42. ↑  ”Makalöst vacker melankoli”. Dagens Skiva. 3 augusti 2000. http://dagensskiva.com/2000/08/03/coldplay-parachutes/. Läst 26 februari 2024.
43. ↑  ”Common - Like Water for Chocolate”. Svenska Dagbladet. 24 mars 2000. https://www.svd.se/a/e5f87809-41f6-3338-96d4-2c75fbfcc0d8/common-like-water-for-chocolate. Läst 16 februari 2024.
44. ↑  ”Alice Cooper - Brutal Planet”. Svenska Dagbladet. 9 juni 2000. https://www.svd.se/a/59a43b03-bf93-318d-9e2d-951e09edf8fd/alice-cooper-brutal-planet. Läst 26 februari 2024.
45. ↑  ”Covenant - United States of Minds”. Svenska Dagbladet. 11 februari 2024. https://www.svd.se/a/caf49057-ada3-3997-b8aa-6e69e6b64a06/covenant-united-states-of-minds. Läst 26 februari 2024.
46. ↑  ”Bloodflowers”. Nöjesguiden. 24 maj 2000. https://ng.se/recensioner/musik/bloodflowers. Läst 26 februari 2024.
47. ↑  ”D'Angelo - Voodoo”. Svenska Dagbladet. 11 februari 2000. https://www.svd.se/a/c8d999ce-6869-38c3-9f46-7da2174f02bf/dangelo-voodoo. Läst 26 februari 2024.
48. ↑  ”Craig David - Born To Do It”. Svenska Dagbladet. 25 augusti 2000. https://www.svd.se/a/dc929ed1-c366-3f8c-815b-2fcb899cc01a/craig-david-born-to-do-it. Läst 26 februari 2024.
49. ↑  ”Let's Get Free”. Nöjesguiden. 24 maj 2000. https://ng.se/recensioner/musik/lets-get-free. Läst 26 februari 2024.
50. ↑  ”Doktor Kosmos - Eva's story”. Svenska Dagbladet. 21 januari 2000. https://www.svd.se/a/4383a1aa-abd0-3c3a-83cd-af5448680fad/doktor-kosmos-evas-story. Läst 27 februari 2024.
51. ↑  Dimery, Robert (2008). 1001 Album du måste höra innan du dör. sid. 860. Läst 27 februari 2024
52. ↑  ”Steve Earle - Transcendental Blues”. Svenska Dagbladet. 9 juni 2000. https://www.svd.se/a/00e78ea8-f857-35ae-bca4-a8d45ad23687/steve-earle-transcendental-blues. Läst 27 februari 2024.
53. ↑  ”Saggig helhet med lysande höjdpunkter”. Dagens skiva. 8 mars 2000. http://dagensskiva.com/2000/03/08/eels-daisies-of-the-galaxy/. Läst 27 februari 2024.
54. ↑  ”Eminem - The Marshall Mathers LP”. Svenska Dagbladet. 19 maj 2000. https://www.svd.se/a/0db43082-d450-32b7-abdb-f6ff02a9bf41/eminem-the-marshall-mathers-lp. Läst 27 februari 2024.
55. ↑  ”Enya - A Day Without Rain”. Svenska Dagbladet. 17 november 2000. https://www.svd.se/a/c6844546-6a7d-3b1f-ab3d-fd47f0215a0d/enya-a-day-without-rain. Läst 27 februari 2024.
56. ↑  ”til we're Dead”. Nöjesguiden. 24 maj 2000. https://ng.se/recensioner/musik/til-were-dead. Läst 27 februari 2024.
57. ↑  ”Feven - Hela vägen ut”. Svenska Dagbladet. 24 oktober 2000. https://www.svd.se/a/bab92a93-b49c-3e33-b6ac-69098898732d/feven-hela-vagen-ut. Läst 27 februari 2024.
58. ↑  Dimery, Robert (2008). 1001 Album du måste höra innan du dör. sid. 878. Läst 27 februari 2024
59. ↑  Dimery, Robert (2008). 1001 Album du måste höra innan du dör. sid. 862. Läst 27 februari 2024
60. ↑  ”Goldfrapp - Felt Mountain”. Svenska Dagbladet. 8 september 2000. https://www.svd.se/a/50aef021-eb4e-3620-8bb3-924b0e9636ab/goldfrapp-felt-mountain. Läst 27 februari 2024.
61. ↑  ”Hammerfall - Renegade”. Svenska Dagbladet. 20 oktober 2024. https://www.svd.se/a/d742594a-8e99-321d-a472-7d0efa542268/hammerfall-renegade. Läst 27 februari 2024.
62. ↑  ”Emmylou Harris - Red Dirt Girl”. Svenska Dagbladet. 8 september 2000. https://www.svd.se/a/e4c4052e-b389-3e3c-888b-694e850a581e/emmylou-harris-red-dirt-girl. Läst 27 februari 2024.
63. ↑  ”Slaying the Chapel”. Dagens skiva. 25 oktober 2000. http://dagensskiva.com/2000/10/25/the-haunted-made-me-do-it/. Läst 27 februari 2024.
64. ↑  ”Håkan Hellström - Känn ingen sorg för mig Göteborg”. Svenska Dagbladet. 13 oktober 2000. https://www.svd.se/a/4d924684-fead-3ae4-ac0f-b26eb7501e01/hakan-hellstrom-kann-ingen-sorg-for-mig-goteborg. Läst 27 februari 2024.
65. ↑  ”Don Henley - Inside Job”. Svenska Dagbladet. 19 maj 2000. https://www.svd.se/a/9d27ac39-0385-3959-b828-029f7102b090/don-henley-inside-job. Läst 27 februari 2024.
66. ↑  ”The Hives - Veni Vidi Vicious”. Svenska Dagbladet. 22 april 2000. https://www.svd.se/a/c84f6f95-481d-3fb9-87d0-b8cf35db8083/the-hives-veni-vidi-vicious. Läst 27 februari 2024.
67. ↑  ”Survival Sickness”. Nöjesguiden. 24 maj 2000. https://ng.se/recensioner/musik/survival-sickness. Läst 27 februari 2024.
68. ↑  ”Iron Maiden - Brave New World”. Svenska Dagbladet. 26 maj 2000. https://www.svd.se/a/32f50e2e-3491-3018-8ef8-cbb152b19777/iron-maiden-brave-new-world-brave-new-world. Läst 27 februari 2024.
69. ↑  ”Mark Knopfler - Sailing to Philadelphia”. Svenska Dagbladet. 22 september 2024. https://www.svd.se/a/7ebcc538-f48e-3c5a-9777-762ed29085eb/mark-knopfler-sailing-to-philadelphia. Läst 27 februari 2024.
70. ↑  Dimery, Robert (2008). 1001 Album du måste höra innan du dör. sid. 874. Läst 27 februari 2024
71. ↑  Dimery, Robert (2008). 1001 Album du måste höra innan du dör. sid. 879. Läst 27 februari 2024
72. ↑  ”The Latin Kings”. Nöjesguiden. 5 november 2000. https://ng.se/recensioner/musik/latin-kings. Läst 28 februari 2024.
73. ↑  ”Ute Lemper - Punishing Kiss”. Svenska Dagbladet. 24 mars 2000. https://www.svd.se/a/1ac11f2a-541d-34af-a9b4-188bb96241b0/ute-lemper-punishing-kiss. Läst 28 februari 2024.
74. ↑  ”Bra början, sämre slut”. Dagens Skiva. 8 juni 2000. http://dagensskiva.com/2000/06/08/liberator-too-much-of-everything/. Läst 28 februari 2024.
75. ↑  ”Limp Bizkit - Chocolate, Starfish and the Hot Dog Flavored Water”. Svenska Dagbladet. 27 oktober 2000. https://www.svd.se/a/4f7c3692-d556-3691-9384-168f34272f15/limp-bizkit-chocolate-starfish-and-the-hot-dog-flavored-water. Läst 28 februari 2024.
76. ↑  Dimery, Robert (2008). 1001 Album du måste höra innan du dör. sid. 868. Läst 28 februari 2024
77. ↑  ”Loop Troop - Modern Day City Symphony”. Svenska Dagbladet. 14 april 2000. https://www.svd.se/a/0aec4d44-3b2e-38e7-833c-df084a545794/loop-troop-modern-day-city-symphony. Läst 28 februari 2024.
78. ↑  ”Madonna - Music”. Svenska Dagbladet. 15 september 2000. https://www.svd.se/a/7e722d2a-21d4-324e-a9bb-a5aa0a9c793f/madonna-music. Läst 28 februari 2024.
79. ↑  ”Millencollin - Pennybridge Pioneers”. Svenska Dagbladet. 18 februari 2000. https://www.svd.se/a/238bbcc9-042b-3cdb-8ff3-3678a06e4141/millencolin-pennybridge-pioneers. Läst 28 februari 2024.
80. ↑  ”Modern Talking - Year of the Dragon”. Svenska Dagbladet. 17 mars 2000. https://www.svd.se/a/11a63d33-4eae-3684-b14f-7cdaa16e2b45/modern-talking-year-of-the-dragon. Läst 28 februari 2024.
81. ↑  ”Viva”. Nöjesguiden. 24 maj 2000. https://ng.se/recensioner/musik/viva. Läst 28 februari 2024.
82. ↑  ”No Doubt - Return of Saturn”. Svenska Dagbladet. 7 april 2000. https://www.svd.se/a/76354e96-4483-3472-a970-db775413fcd4/no-doubt-return-of-saturn. Läst 28 februari 2024.
83. ↑  ”N Synch - No Strings Attached”. Svenska Dagbladet. 17 mars 2000. https://www.svd.se/a/126d36e4-e3dc-391f-9f96-716b3380b808/n-sync-no-strings-attached. Läst 3 mars 2024.
84. ↑  ”På rätt väg, igen!”. Dagens Skiva. 25 februari 2000. http://dagensskiva.com/2000/02/25/oasis-standing-on-the-shoulder-of-giants-2/. Läst 28 februari 2024.
85. ↑  ”Outkast - Stankonia”. Svenska Dagbladet. 10 november 2000. https://www.svd.se/a/836fc5cc-c27d-3081-adeb-97b7186654c4/outkast-stankonia. Läst 28 februari 2024.
86. ↑  ”PJ Harvey - Stories from the City, Stories from the Sky”. Svenska Dagbladet. 27 oktober 2000. https://www.svd.se/a/b85c52e7-f019-3294-9470-aa8f0c59adb0/pj-harvey-stories-from-the-city-stories-from-the-sea. Läst 28 februari 2024.
87. ↑  ”Placebo - Black Market Music”. Svenska Dagbladet. 13 oktober 2000. https://www.svd.se/a/4ad39015-67aa-3ab9-803d-358f3858f075/placebo-black-market-music. Läst 28 februari 2024.
88. ↑  ”The Presidents of the United States of America - Freaked out and small”. Svenska Dagbladet. 9 februari 2001. https://www.svd.se/a/84b802f2-20bb-3acc-a6f3-9ad79667acd7/the-presidents-of-the-united-states-of-america-freaked-out-and-small. Läst 28 februari 2024.
89. ↑  ”Does anyone read me?”. Dagens Skiva. 28 januari 2000. http://dagensskiva.com/2000/01/28/primal-scream-xtrmntr/. Läst 28 februari 2024.
90. ↑  ”Radiohead - Kid A”. Svenska Dagbladet. 29 september 2000. https://www.svd.se/a/8943978c-f9a3-3bf3-92e2-b77ee2289c2b/radiohead-kid-a. Läst 28 februari 2024.
91. ↑  Dimery, Robert (2008). 1001 Album du måste höra innan du dör. sid. 875. Läst 28 februari 2024
92. ↑  ”Lou Reed - Ecstasy”. Svenska Dagbladet. 31 mars 2000. https://www.svd.se/a/b0323b77-4d24-3947-9fa6-2482e491651a/lou-reed-ecstasy. Läst 28 februari 2024.
93. ↑  ”Thomas Rusiak - Magic Villa”. Svenska Dagbladet. 24 mars 2000. https://www.svd.se/a/7bcdcc29-b259-3019-9a29-6f229d29ee9d/thomas-rusiak-magic-villa. Läst 29 februari 2024.
94. ↑  ”The Smashing Pumpkins - Machina/The Machines of God”. Svenska Dagbladet. 25 februari 2000. https://www.svd.se/a/b98bd330-8e75-32c2-9fef-74101d80e279/the-smashing-pumpkins-machina-the-machines-of-god. Läst 28 februari 2024.
95. ↑  ”Elliot Smith - Figure 8”. Svenska Dagbladet. 22 april 2000. https://www.svd.se/a/a10ef4f0-80bc-3b2c-9841-03b23d56d831/elliot-smith-figure-8. Läst 29 februari 2024.
96. ↑  ”Patti Smith - Gung Ho”. Svenska Dagbladet. 24 mars 2000. https://www.svd.se/a/91fecf84-c1aa-3ec1-b6d8-020e22afeba0/patti-smith-gung-ho. Läst 29 februari 2024.
97. ↑  ”Britney Spears - Oops... I did it again”. Svenska Dagbladet. 12 maj 2000. https://www.svd.se/a/afa46e17-628f-3f0d-aba1-8d52aaaefb8c/britney-spears-oops-i-did-it-again. Läst 29 februari 2024.
98. ↑  ”Spice Girls - Forever”. Svenska Dagbladet. 3 november 2000. https://www.svd.se/a/84a47b53-c477-369d-b8ad-f67c1e61d578/spice-girls-forever. Läst 29 februari 2024.
99. ↑  ”Teddybears STHLM”. Nöjesguiden. 21 juni 2000. https://ng.se/recensioner/musik/teddybears-sthlm. Läst 29 februari 2024.
100. ↑  ”Magnus Uggla”. Svenska Dagbladet. 20 oktober 2000. https://www.svd.se/a/659bebde-5506-3d48-b436-39b3d0fc89b6/magnus-uggla-magnus-uggla. Läst 29 februari 2000.
101. ↑  ”U2 - All That You Can't Leave Behind”. Svenska Dagbladet. 25 oktober 2000. https://www.svd.se/a/a17f61bf-d443-33fa-8efe-e70bd1c80f58/u2-all-that-you-cant-leave-behind. Läst 29 februari 2024.
102. ↑  ”Freddie Wadling”. Nöjesguiden. 6 november 2000. https://ng.se/recensioner/musik/freddie-wadling. Läst 29 februari 2024.
103. ↑  ”Paul Weller - Heliocentric”. Svenska Dagbladet. 14 april 2000. https://www.svd.se/a/a3894e3a-6dfb-34fe-bed5-1b6af715cf20/paul-weller-heliocentric. Läst 29 februari 2024.
104. ↑  ”Robbie Williams - Sing When You're Winning”. Svenska Dagbladet. 25 augusti 2000. https://www.svd.se/a/3f3798ef-c3e4-315e-835a-7e9e03c4cc31/robbie-williams-sing-when-youre-winning. Läst 29 februari 2024.
105. ↑  ”Neil Young - Silver & Gold”. Svenska Dagbladet. 14 april 2000. https://www.svd.se/a/5dbf2727-b204-3531-b3d4-c65a7e5824d4/neil-young-silver-gold. Läst 29 februari 2024.
106. ↑  ”Monica Zetterlund: Bill Remembered”. Smålandsposten. 16 maj 2000. https://www.smp.se/skivor/monica-zetterlund-bill-remembered/. Läst 29 februari 2024.
107. ↑  ”Carin Lundin Quintet - Babble”. Svenska Dagbladet. 5 maj 2000. https://www.svd.se/a/e8148635-8cb3-35f4-99e6-daeb1ea4e9e4/carin-lundin-quintet-babble. Läst 28 februari 2024.
108. ↑  ”Anders Widmark - Carmen”. Svenska Dagbladet. 3 november 2000. https://www.svd.se/a/c23d71bc-234f-3bf7-825f-5b397fc48fcd/anders-widmark-carmen. Läst 29 februari 2024.
109. ↑  ”Screamin' Jay Hawkins är död”. Dagens Nyheter. 15 februari 2000. https://www.dn.se/arkiv/kultur/screamin-jay-hawkins-ar-dod/. Läst 26 februari 2024.
110. ↑  ”Sångerskan Ofra Haza är död”. Dagens Nyheter. 24 februari 2000. https://www.dn.se/arkiv/kultur/sangerskan-ofra-haza-ar-dod/. Läst 26 februari 2024.
111. ↑  ”Punkpoeten Ian Dury död”. Dagens Nyheter. 28 mars 2000. https://www.dn.se/arkiv/kultur/punkpoeten-ian-dury-dod/. Läst 27 februari 2024.
112. ↑  ”Niels Viggo Bentzon”. The Guardian. 18 maj 2000. https://www.theguardian.com/news/2000/may/18/guardianobituaries1. Läst 28 februari 2024.
113. ↑  ”Flutist Jean-Pierre Rampal Dies at 78”. The Washington Post. 20 maj 2000. https://www.washingtonpost.com/archive/local/2000/05/21/flutist-jean-pierre-rampal-dies-at-78/cdc14364-c229-450c-bab9-71e27217ece3/. Läst 29 februari 2024.
114. ↑  ”Dödsfall/Utlandet”. Dagens Nyheter. 10 juni 2000. https://www.dn.se/arkiv/familj/dodsfall-utlandet-2000-06-10/. Läst 1 mars 2024.
115. ↑  ”Alan Hovhaness, A composer whose vast catalog embraced many genres, dies at 89”. The New York Times. 23 juni 2000. https://www.nytimes.com/2000/06/23/arts/alan-hovhaness-a-composer-whose-vast-catalog-embraced-many-genres-dies-at-89.html. Läst 1 mars 2024.
116. ↑  ”Jerome Smith, 47, of K.C. and the Sunshine Band, the Hit Disco Group”. The New York Times. 10 augusti 2000. https://www.nytimes.com/2000/08/10/arts/jerome-smith-47-of-k-c-and-the-sunshine-band-the-hit-disco-group.html. Läst 2 mars 2024.
117. ↑  ”Dödsfall: Artur Erikson”. Dagens Nyheter. 12 augusti 2000. https://www.dn.se/arkiv/familj/dodsfall-artur-erikson/. Läst 2 mars 2024.
118. ↑  ”Dödsfall: Erika Janson”. Dagens Nyheter. 9 september 2000. https://www.dn.se/arkiv/familj/dodsfall-erika-janson/. Läst 3 mars 2024.
119. ↑  ”Bengt Hambraeus”. The Guardian. 19 december 2000. https://www.theguardian.com/news/2000/dec/19/guardianobituaries1. Läst 3 mars 2024.
120. ↑  ”Singer, Emergency-actress Julie London dies”. The Washington Post. 20 oktober 2000. https://www.washingtonpost.com/archive/local/2000/10/20/singer-emergency-actress-julie-london-dies/0265dfa4-d08f-48c6-887f-05c26d0a93f0/. Läst 3 mars 2024.
121. ↑  ”Underhållaren Steve Allen död”. Aftonbladet. 1 november 2000. https://www.aftonbladet.se/nyheter/a/5VnQnX/underhallaren-steve-allen-dod. Läst 3 mars 2024.
122. ↑  ”Dödsfall: Björn Alke”. Dagens Nyheter. 7 november 2000. https://www.dn.se/arkiv/familj/dodsfall-bjorn-alke/. Läst 1 mars 2024.
123. ↑  ”Dödsfall: Per-Olof Johnson”. Dagens Nyheter. 17 november 2000. https://www.dn.se/arkiv/familj/dodsfall-per-olof-johnson/. Läst 4 mars 2024.
124. ↑  ”Sångerskan Kirsty McColl död”. Aftonbladet. 19 december 2000. https://www.aftonbladet.se/nojesbladet/a/zLr3ar/sangerskan-kirsty-maccoll-dod. Läst 4 mars 2024.
125. ↑  ”Victor Borge är död”. Sydsvenskan. 24 december 2000. https://www.sydsvenskan.se/2000-12-24/victor-borge-ar-dod. Läst 4 mars 2024.